# Buiten Vissersstraat 4
Buiten Vissersstraat 4 te Amsterdam is een gebouw aan de Buiten Vissersstraat in Amsterdam-Centrum. Het is sinds 5 september 2006 een gemeentelijk monument.
Het straatje is al eeuwen oud; het komt voor op kaarten uit rond 1600. Alle originele bebouwing is verdwenen. Aan de even zijde zijn er slechts twee gebouwen; dit gebouw en Buiten Vissersstraat 6-8. Huisnummer 2 is opgegaan in het gebouw Droogbak 13. Op huisnummer 4 staat een gebouw uit 1884; hetgeen middels twee gevelstenen zichtbaar wordt gemaakt (Anno 1884). Een andere gevelsteen meldt de naam van het gebouw Francisca; de gevelstenen zijn al op de bestektekeningen ingevuld te zien (met de naam Fransisca). Deze Francisca Antonia Gersteling, getrouwd met zuivelhandelaar Pieter Hegener (P. Hegener en Zn), werd in 1875 weduwe en moest een aantal kinderen verzorgen, waaronder oudste zoon David (betrokken bij de Posthoornkerk) en de latere architect Jos Hegener. Zij startte(-n) hier in 1883 een vleesrokerij; zelf woonde/werkte ze om de hoek aan Droogbak. 
Jos Hegener ontwierp voor dat huisnummer 4 een pakhuis met rokerij. Op de begane grond werd een toegang gemaakt in de vorm van een rondboog geflankeerd door twee rondboog ramen. Het geheel is van baksteen met in de ontlastingsbogen een sluitstenen van natuursteen. Het naambord en datumstenen zijn aan zijkanten en bovenkant van de toegang te vinden. Er volgen nog twee verdiepingen met eenzelfde uiterlijk. Alle laadruimten werden afgesloten door middel van houten schottenluiken. Het geheel wordt afgesloten door een mansardedak. In dat geveluiteinde werd alleen een centraal laaddeurtje met bijbehorende hijsbalk geplaatst.
Het gebouw in de stijl van "Traditioneel bouwen" is daarna vrijwel ongewijzigd gebleven, alhoewel al jaren geen rokerij meer. De houten schotten verdwenen om plaats te maken voor vensters. In 1977 werd het aangeboden als “Zeer solide pakhuisje met drie lege verdiepingen”. 

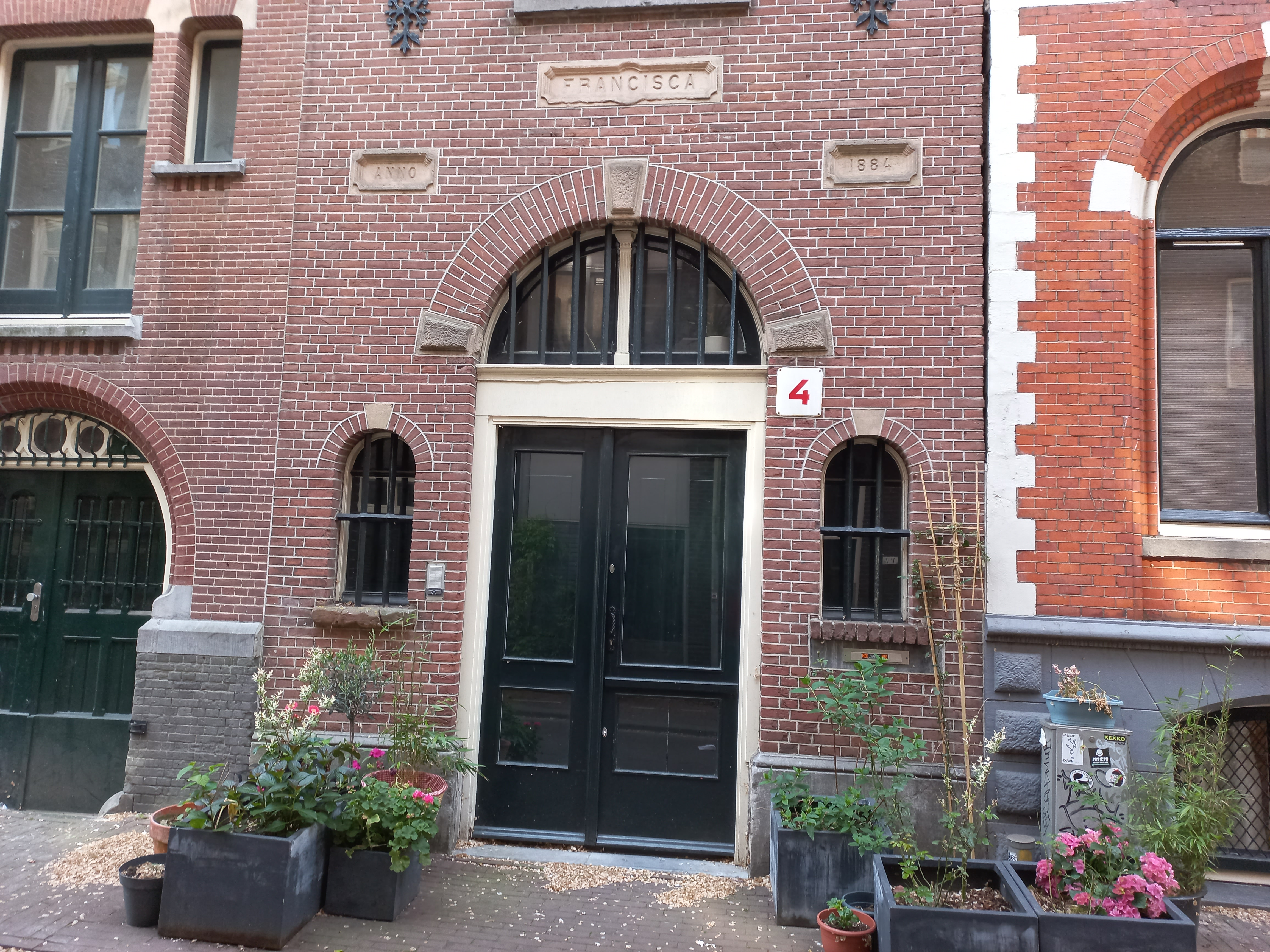
Ondergevel Francisca (mei 2022)